# ورزشگاه پائولو مازا
ورزشگاه پائولو مازا (به ایتالیایی: Stadio Paolo Mazza) ورزشگاهی چند منظوره در شهر فرارا در کشور ایتالیا است که محل برگزاری بازی‌های خانگی باشگاه اسپال می‌باشد.